# Íñigo Landaluze
Iñigo Landaluze Intxaurraga (ur. 9 maja 1977 roku w Getxo) – hiszpański kolarz szosowy. W zawodowym peletonie ścigał się w latach 2001-2009. Jeździł w barwach Euskaltel-Euskadi.
Był wierny swojej baskijskiej drużynie, w której się wychował od początku kariery. Brał udział we wszystkich wielkich tourach, lecz Giro d'Italia nie udało mu się ukończyć. Wycofał się po 14. etapie w 2008 roku. Rok wcześniej był 43. w klasyfikacji generalnej Tour de France, co było jego najwyższym miejscem w klasyfikacji generalnej trzech największych tourów. Był bliski nawet wygrania etapu w tamtej edycji "Wielkiej Pętli", lecz na 7. etapie przegrał o 40 sekund ze współtowarzyszem ucieczki Linusem Gerdemannem.

## Zwycięstwo w Dauphiné Libéré i kłopoty z dopingiem
Jego największym sukcesem było wygranie Dauphiné Libéré w 2005 roku. Mimo że nie wygrał żadnego etapu lecz jechał najrówniej ze wszystkich i to on okazał się najlepszy podczas ostatniego sprawdzianu przed Tour de France. Tuż za nim uplasowali się tak świetni kolarze jak Santiago Botero czy Levi Leipheimer. W "Wielkiej Pętli" jednak nie zaistniał. Badania antydopingowe w tym właśnie roku zaraz po Tour de France dały wynik pozytywny. W organizmie Landaluze wykryto podwyższony testosteron. Liczne protesty drużyny i kolarza nie przyniosły skutków. Była obawa że zabrane zostanie mu zwycięstwo w Dauphiné Libéré. Został wykluczony z występu we Vuelta a España. Wszystko jednak dobrze się skończyło i Bask został oczyszczony z zarzutów. Debiut we Vuelcie został tylko przesunięty na następny rok.
Mierzył 178 cm wzrostu i ważył 65 kg.

## Najważniejsze zwycięstwa i sukcesy
- 2001 – 5 w klasyfikacji generalnej Tour de Picardie; 6 w Circuito de Getxo
- 2002 – 5 w Clasica de Almeria
- 2003 – 101 w klasyfikacji generalnej Tour de France; 5 w Trophee Luis Puig; 7 w Clasica de los Puertos; 15 w Klasika Primavera
- 2004 – 7 w klasyfikacji generalnej Vuelta a Andalucia; 7 w Classique des Alpes; 10 w klasyfikacji generalnej Dauphiné Libéré; 17 w Liège-Bastogne-Liège; 10 w Trofeo Soller; 52 w klasyfikacji generalnej Tour de France
- 2005 – zwycięstwo w klasyfikacji generalnej Dauphiné Libéré; 100 w klasyfikacji generalnej Tour de France
- 2006 – 50 w klasyfikacji generalnej Tour de France; 60 w klasyfikacji generalnej Vuelta a España
- 2007 – 8 w Clásica de San Sebastián; 43 w klasyfikacji generalnej Tour de France; 75 w klasyfikacji generalnej Vuelta a España
- 2008 – 2 w klasyfikacji generalnej Vuelta a Burgos; 5 w Clasica a los Puertos; 6 w klasyfikacji generalnej Vuelta a la Comunidad de Madrid; 12 w Prueba Villafranca de Ordizia; 63 w klasyfikacji generalnej Vuelta a España